# رئيف الملقي
رئيف الملقي (1903م – 24 حزيران 1988م)سياسي  وبرلماني ورجل قانون سوري من حماة.

## ولادته وتحصيله
ولدرئيف محمد ياسين الملقي (1903م – 24 حزيران 1988م) في حي  الغنم   حماة. درس في مدرسة التجهيز الاولى  والتحق بجامعة دمشق وتخرج منها من قسم الحقوق 1926م. وعمل بالمحاماة و انظم الى الكتلةالوطنية وشارك بالثورة السورية الكبرى.

## عمله ووظائفه
كان من المشاركين في الاضراب الستيني في حماة وكان له دور بارز 1936م وانتخب نائب في مجلس النواب عن الكتلة الوطنية من 1943م لغاية 1949م. وهو من المشرعين في دستور سوريا الجديدة 1956. وفي آذار 1951 سمّي وزيراً للمعارف والاقتصاد بالوكالة في حكومة خالد العظم الرابعة،  ثم وزيراً للمعارف في حكومة صبري العسلي الثانية  في شباط 1955. وعند قيام الوحدة السورية – المصرية عام 1958 انتُخب الملقي نائباً عن حماة في مجلس الأمة المشترك وكان من أنصار الرئيس جمال عبدالناصر

## وفاته
اعتزل رئيف الملقي العمل السياسي في مرحلة الانفصال وتفرغ لمهنة المحاماة حتى وفاته عن عمر ناهز 84 عاماً في 24 حزيران 1988.